# Cubocephalus leucopygus
Cubocephalus leucopygus är en stekelart som först beskrevs av Joseph Kriechbaumer 1891.  Cubocephalus leucopygus ingår i släktet Cubocephalus och familjen brokparasitsteklar. Inga underarter finns listade i Catalogue of Life.